# Ichai-Ghosh-Tempel

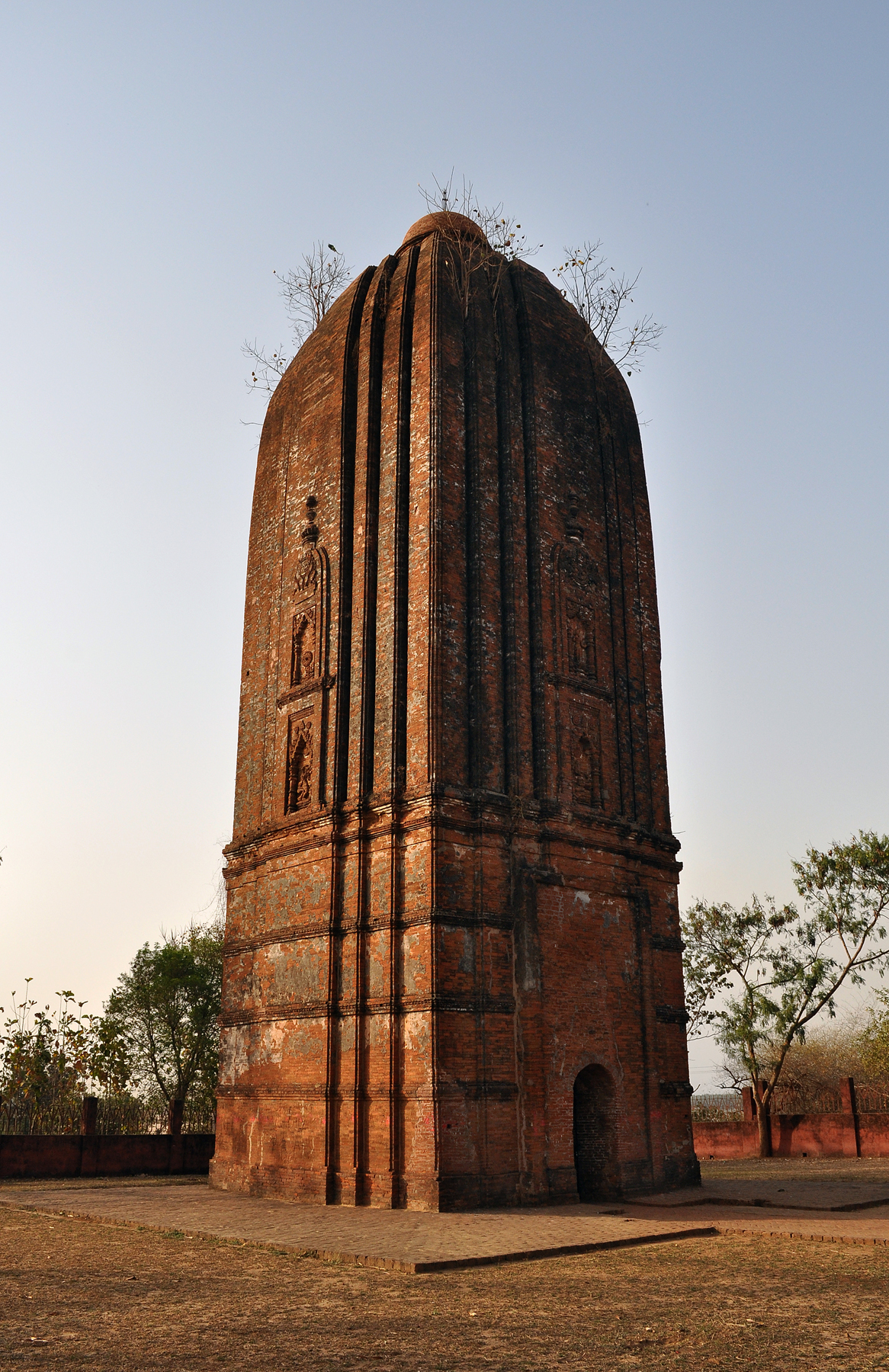
Ichai-Ghosh-Tempel

Der als Ichai-Ghosh-Tempel bezeichnete „Turmtempel“ (rekha-deul) befindet sich in der von zahlreichen Flüssen durchzogenen steinlosen Schwemm- und Buschlandschaft der westlichen Sundarbans im indischen Bundesstaat Westbengalen. Er gehört zu einer kleinen Untergruppe bengalischer Tempel, die sich auf architektonische Anregungen aus Odisha zurückführen lässt.

## Lage
Der Ichai-Ghosh-Tempel steht weitgehend isoliert am Fluss Ajay in der Nähe der Ortschaft Gourangapur im Distrikt Bardhaman in Westbengalen etwa 40 km (Fahrtstrecke) nördlich von Kolkata. Ob es in der Nähe des Tempels ehemals ein Dorf gegeben hat oder ob der Tempel ein regionales Pilgerzentrum war, ist unklar.

## Geschichte
Über den oder die Auftraggeber und somit auch über die Entstehungszeit des Tempels ist nichts bekannt. Datierungen vom 7. bis ins 11. Jahrhundert kursieren ebenso wie Bauzeiten vom 16. bis zum 18. Jahrhundert.

## Weihe
Da weder ein Kultbild noch anderweitige skulpturale oder inschriftliche Hinweise vorhanden sind, ist auch die Weihe des Tempels unklar. Der regionalen Überlieferung zufolge war Ichai Ghosh ein regionaler Heerführer, der sich im 7. Jahrhundert zeitweise zum Usurpator aufschwang.

## Architektur
Der nur aus einem etwa 18 m hohen Turm (rekha-deul) mit Schirmaufsatz (chhatri) und innenliegender, fensterloser Cella (garbhagriha) bestehende Ziegelsteintempel erhebt sich auf einer annähernd quadratischen Grundfläche von etwa 9,10 × 9,00 m; die Grundmaße der ca. 4,50 m hohen Cella betragen hingegen nur etwa 2,50 × 2,50 m. Bemerkenswert sind die – allerdings für einen Rekha-Deul üblichen – steilen Proportionen, die im unteren Teil durch mehrere horizontale Gesimse gegliedert sind, wohingegen sich im oberen Teil ausschließlich vertikale Abstufungen (rathas) finden. Eine kuppelförmige Krümmung entwickelt der Bau erst auf den letzten Metern.

## Baudekor
Das schmucklose Rundbogenportal wird von einem hochrechteckigen Rahmen umschlossen; jeweils zwei Nischen in von amalaka und kalasha bekrönten Feldern der oberen Zone zeigen auf allen vier Seiten Vielpassbögen und nicht näher identifizierbare Götterfiguren. Helle Putzreste an den Außenwänden verweisen auf die Tatsache, dass der Tempel zeitweise verputzt war.

## Fotos anderer Rekha-Deul-Tempel in Westbengalen

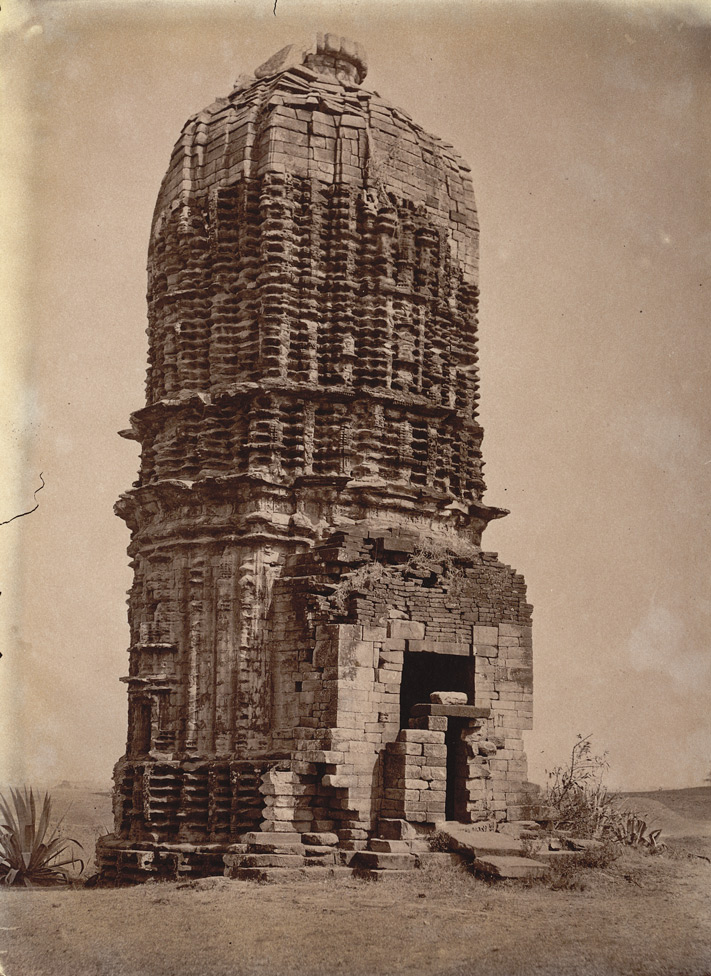
Tempel beim Dorf Para, Distrikt Purulia
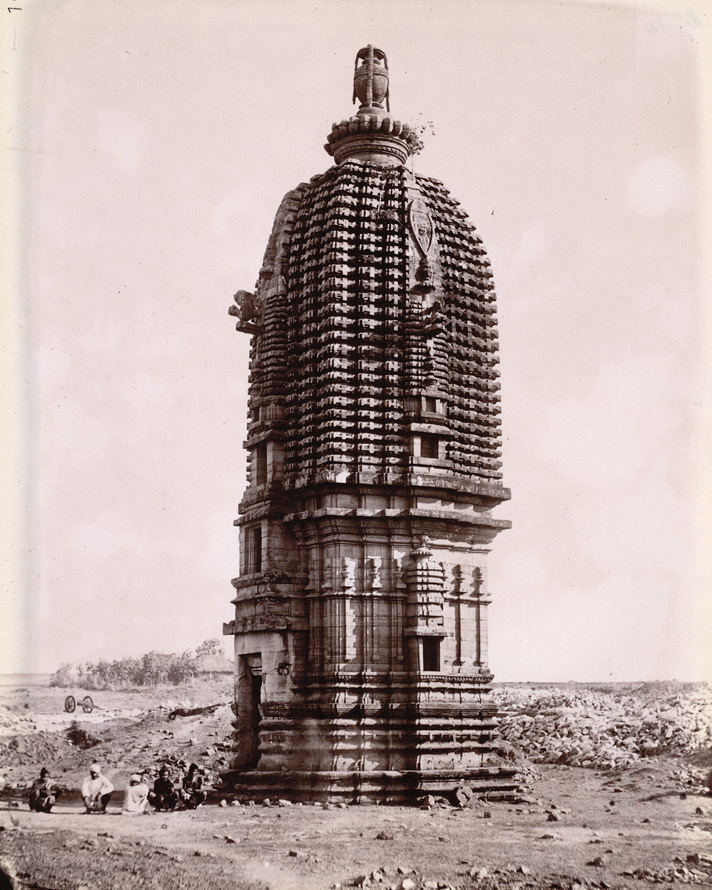
Panchanana Temple beim Dorf Barakar, Distrikt Bardhaman
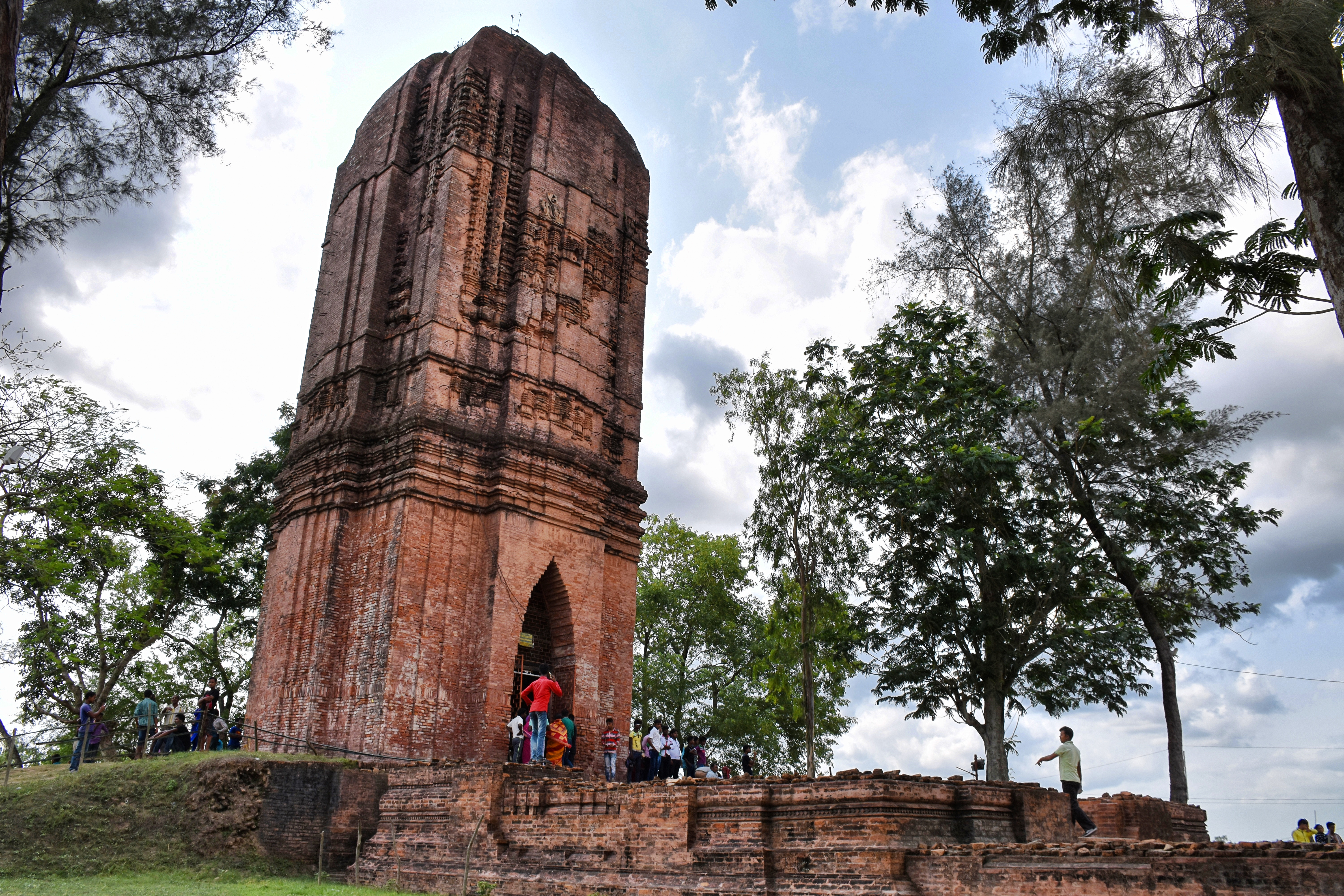
Jatar-Deul-Tempel, Distrikt Dakshin 24 Pargana
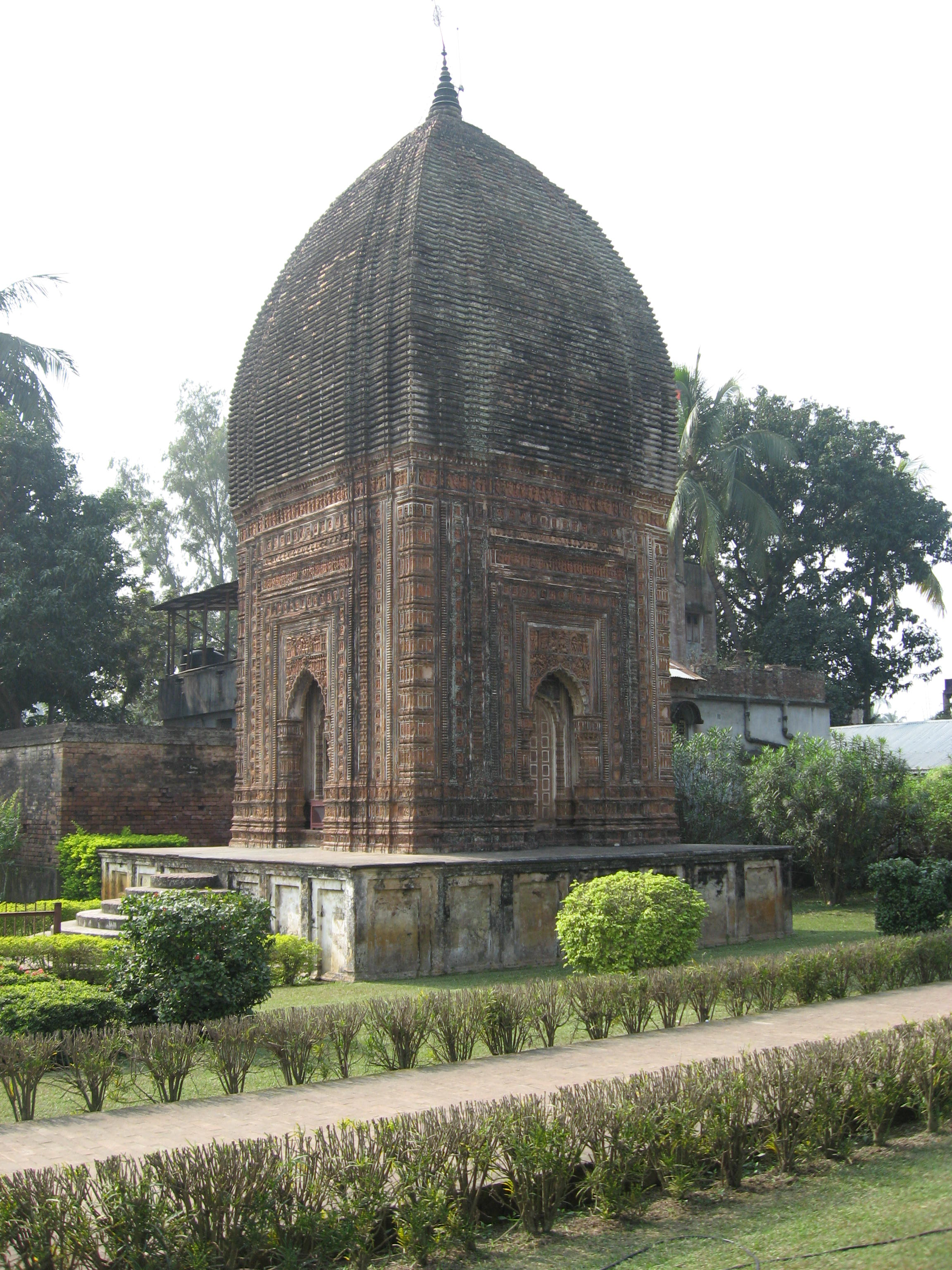
Pratapeswar-Tempel, Kalna, Distrikt Bardhaman
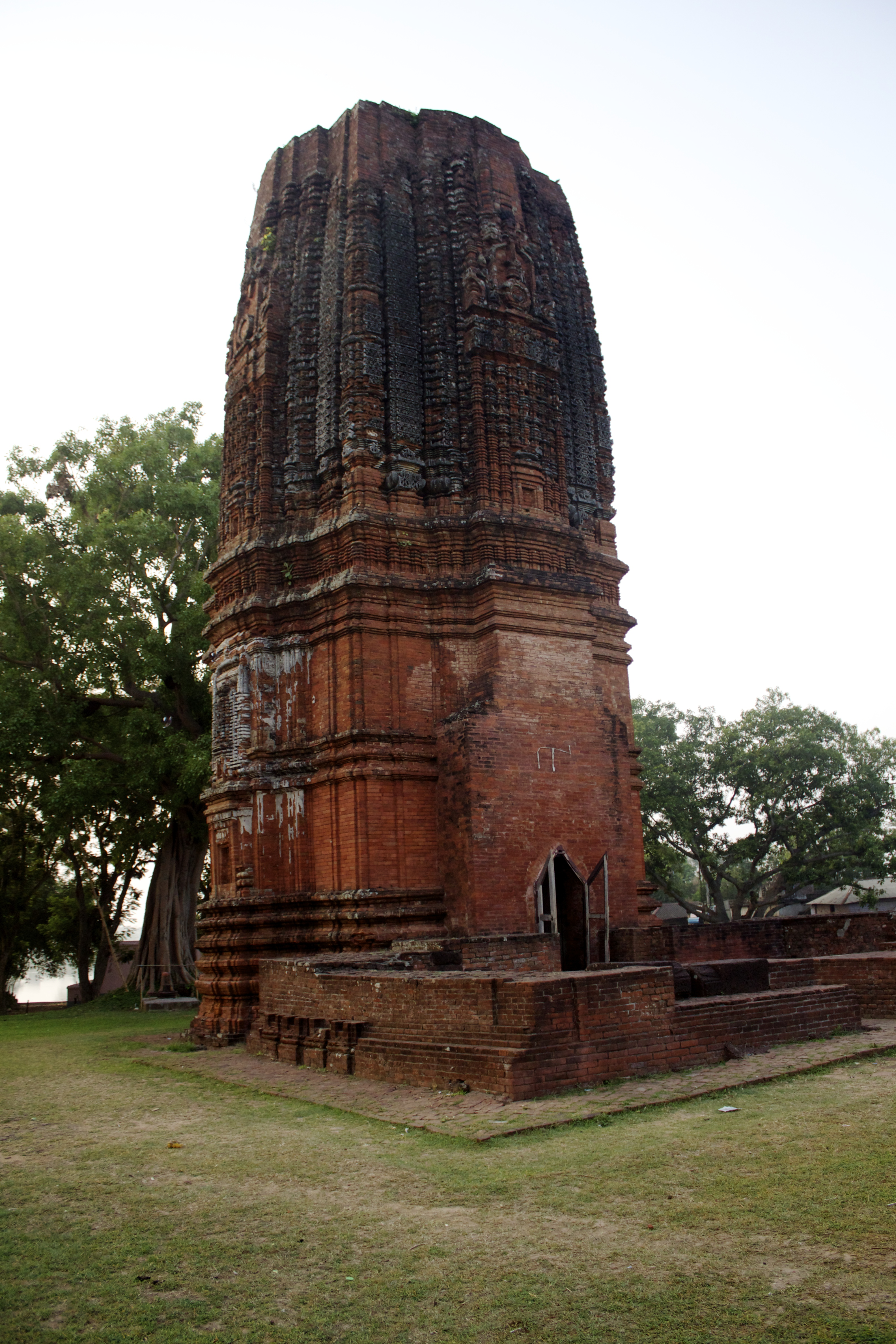
Siddheshwara Tempel, Bahulara, Distrikt Bankura